# Chaperiopsis spiculata
Chaperiopsis spiculata är en mossdjursart som beskrevs av Uttley 1949. Chaperiopsis spiculata ingår i släktet Chaperiopsis och familjen Chaperiidae. Inga underarter finns listade i Catalogue of Life.